# Tick-Tock (песня Альбины Грчич)
«Tick-Tock» (с англ. — «Тик-так») — песня хорватской певицы Альбины Грчич, с которой она представляла Хорватию на конкурсе песни «Евровидение» в 2021 году в Роттердаме.

## Предыстория и релиз
Музыка для песни была написана Бранимиром Михалевичем. Макс Синнамон написал текст на английском языке, а Тихана Буклияш Бакич — на хорватском языке.
«Tick-Tock» была одной из четырнадцати песен, одобренных HRT для участия в Dora 2021, национальном отборе Хорватии на конкурс песни «Евровидение-2021». Финал состоялся 13 февраля 2021 года, в нём победила Альбина Грчич, набрав в общей сложности 198 баллов.
В тот же день песня стала доступна для цифровой загрузки и стриминга на всех платформах.

## На «Евровидении-2021»
Песня была исполнена Альбиной во время первого полуфинала 18 мая 2021 года под десятым номером, певица не смогла пройти в финал конкурса.

## Коммерческий приём
«Tick Tock» дебютировал на вершине чарта HR Top 40, дав Грчич её первый сингл номер один в Хорватии. Сингл также дебютировал на вершине всех пяти отделений чартов HR Top 40.

## Варианты издания
| №  | Название                           | Длительность |
| -- | ---------------------------------- | ------------ |
| 1. | «Tick-Tock»                        | 3:00         |
| 2. | «Tick-Tock» (Dora Version)         | 3:00         |
| 3. | «Tick-Tock» (Local Version)        | 3:00         |
| 4. | «Tick-Tock» (Instrumental Version) | 3:00         |

| №  | Название                           | Длительность |
| -- | ---------------------------------- | ------------ |
| 1. | «Tick-Tock» (Stefy De Cicco Remix) | 2:41         |

## Чарты
| Чарт (2021)             | Высшая позиция |
| ----------------------- | -------------- |
| Литва (AGATA)           | 48             |
| Нидерланды (Single Tip) | 24             |
| Хорватия (HR Top 40)    | 1              |